# Coupe d'Amérique centrale de la CONCACAF
La Coupe d'Amérique centrale de la CONCACAF est une compétition de football organisée par la CONCACAF et réunissant les meilleurs clubs d'Amérique centrale issus des fédérations membres de l'UNCAF.
La compétition est créée en 2021 quand la CONCACAF annonce une réforme de ses compétitions continentales. La Ligue de la CONCACAF disparait et la Coupe caribéenne remplace le Championnat des clubs caribéens. La Coupe d'Amérique centrale sert alors de qualification pour la Coupe des champions de la CONCACAF, qui oppose les meilleures équipes de la confédération.

## Histoire
Le 21 septembre 2021, la CONCACAF annonce un nouveau format pour sa Ligue des champions regroupant vingt-sept équipes issues de toute la confédération. Pour la première édition, une place supplémentaire est accordée aux championnats costaricien et hondurien en vertu des performances de leurs représentants lors de la dernière édition de la Ligue de la CONCACAF. Les résultats obtenus en Coupe d'Amérique centrale sont comptabilisés dans le nouveau classement des clubs de la CONCACAF qui permet également de déterminer les chapeaux du tirage au sort pour la phase de groupes.

## Format
Le format de la compétition depuis 2023 se présente comme suit :
Les participants à la compétition sont regroupés en quatre groupes de cinq équipes. Chaque club joue quatre rencontres, deux à domicile et deux à l'extérieur, face à chacun de ses adversaires. Les deux meilleures équipes de chaque groupe sont qualifiées pour les quarts de finale. La phase à élimination directe se dispute sur un format aller-retour des quarts de finale à la finale.
À l'issue du tournoi, le vainqueur est directement qualifié pour les huitièmes de finale de la Coupe des champions de la CONCACAF tandis que les équipes classées de la deuxième à la sixième place rejoignent le premier tour de cette même compétition.

## Palmarès
| Édition | Vainqueur      | Finaliste   | Score         | Notes |
| 2023    | LD Alajuelense | Real Estelí | 3 - 0 ; 1 - 1 |       |
| 2024    | LD Alajuelense | Real Estelí | 1 - 1 ; 2 - 1 |       |
| 2025    |                |             |               |       |